# Зеленовка (Оренбургская область)
Зеленовка — упразднённое в 1998 году село в Переволоцком районе Оренбургской области России. Входило в состав Преторийского сельсовета. Ныне урочище; сохранилось кладбище

## Географическое положение
Располагалось в 7,7 км к югу от села Претория.

## История
Немецкое меннонитское село Зелёное основано в 1897 году переселенцами из молочанских колоний. Меннитские общины Карагуй и Николаевка. До революции входило в состав Кипчакской волости Оренбургского уезда Оренбургской губернии. После в составе Покровского, Кичкасского немецкого и Новосергиевского районов. В 1935 году образован колхоз им. Р. Люксембург, с 1950 года отделение колхоза им. К.Маркса.
Упразднена Постановлением Законодательного Собрания Оренбургской области от 23 января 1998 года № 230/40-ПЗС

## Население
В Зеленовке жили российские немцы. Динамика населения.:
| год                | 1900 | 1917 | 1920 | 1926 | 1930 | 1976 |
| ------------------ | ---- | ---- | ---- | ---- | ---- | ---- |
| количество человек | 158  | 261  | 182  | 152  | 156  | 136  |

## Инфраструктура
Было развито личное и коллективное сельское хозяйство.

## Транспорт
Урочище доступно по автодороге Переволоцкий — Кичкасс.